# Hashim bin al-Husayn
Hashim bin al-Ḥusayn di Giordania (Amman, 10 giugno 1981) è il più giovane dei due figli del defunto re Husayn di Giordania, e della sua quarta moglie, la regina Noor. Nella sua autobiografia, la regina Noor afferma che Hashim prende il nome dal clan dei Banu Hashim, una tribù a cui appartengono il profeta islamico Maometto e il re Hussein. È in linea di successione al trono giordano.

## Biografia
Ha studiato dapprima ad Amman presso la Amman Baccalaureate School e poi ha frequentato le scuole St. Mark's School e Fay School negli Stati Uniti. Successivamente si è diplomato alla Maret School di Washington nel 1999. Il principe Hashim è andato alla Reale accademia militare di Sandhurst nel 2000. Gli è stato conferito il Premio Principe Saud Bin Abdullah per il cadetto con il punteggio complessivo più alto. Dopo essersi laureato a Sandhurst, ha frequentato la Università Duke, trasferendosi successivamente alla Università di Georgetown. Nell'agosto 2005, il principe ha conseguito una laurea in studi comparativi presso la Edmund A. Walsh School of Foreign Service a Georgetown. Successivamente si è laureato in studi sul Corano presso l'università Al-Balqaʼ in Giordania il 5 settembre 2006. Mentre prestava servizio come capitano nel terzo battaglione dei Ranger Reali delle Al-Quwwāt al-Musallahat al-Urdunniyya, il principe ha frequentato diversi corsi militari e di sicurezza.

## Matrimonio e famiglia
Il 6 gennaio 2006 il principe Hashim si è fidanzato con Fahdah Mohammed Abunayyan dall'Arabia Saudita e si sono sposati il 15 aprile 2006. Il padre della sposa è Mohammad bin Ibrahim Abunayyan e suo nonno materno lo sceicco Turki bin Khaled bin Ahmed Al Sudairi, capo del Commissione saudita per i diritti umani.
Hanno 3 figlie e 2 figli:
- Principessa Haalah bint Hashim, nata il 6 aprile 2007 ad Amman, in Giordania.
- Principessa Rayet Al-Noor bint Hashim, nata il 4 luglio 2008.
- Principessa Fatima Al-Alia bint Hashim, il 5 novembre 2011.
- Principe Hussein Haidara bin Hashim, il 15 giugno 2015.
- Principe Mohammad Al Hassan bin Hashim, il 21 ottobre 2019.[1]

## Ascendenza
|                         |                     |                                             | Genitori                                  |  |  | Nonni |  |  | Bisnonni                 |  |  | Trisnonni                   |  |
|                         |                     |                                             |                                           |  |  |       |  |  | Abd Allah I di Giordania |  |  | Al-Husayn ibn Ali del Hijāz |  |
|                         |                     |                                             |                                           |  |  |       |  |  | Abd Allah I di Giordania |  |  | Al-Husayn ibn Ali del Hijāz |  |
|                         |                     | Abdiya bint Abdullah                        |                                           |  |  |       |  |  | Abd Allah I di Giordania |  |  |                             |  |
| Talal di Giordania      |                     |                                             |                                           |  |  |       |  |  | Abd Allah I di Giordania |  |  |                             |  |
|                         |                     | Musbah bint Nasser                          | Amir Nasser Pasha, Sceriffo di La Mecca * |  |  |       |  |  |                          |  |  |                             |  |
|                         |                     | Musbah bint Nasser                          | Amir Nasser Pasha, Sceriffo di La Mecca * |  |  |       |  |  |                          |  |  |                             |  |
|                         |                     | Musbah bint Nasser                          | Dilber Khanum *                           |  |  |       |  |  |                          |  |  |                             |  |
| Husayn di Giordania     |                     | Musbah bint Nasser                          |                                           |  |  |       |  |  |                          |  |  |                             |  |
|                         |                     | Jamal 'Ali bin Nasser, Sceriffo di La Mecca | Amir Nasser Pasha, Sceriffo di La Mecca   |  |  |       |  |  |                          |  |  |                             |  |
|                         |                     | Jamal 'Ali bin Nasser, Sceriffo di La Mecca | Amir Nasser Pasha, Sceriffo di La Mecca   |  |  |       |  |  |                          |  |  |                             |  |
|                         |                     | Jamal 'Ali bin Nasser, Sceriffo di La Mecca | Dilber Khanum                             |  |  |       |  |  |                          |  |  |                             |  |
| Zein al-Sharaf Talal    |                     | Jamal 'Ali bin Nasser, Sceriffo di La Mecca |                                           |  |  |       |  |  |                          |  |  |                             |  |
|                         |                     | Wijdan Shakir Pasha                         | Shakir Pasha, Governatore di Cipro        |  |  |       |  |  |                          |  |  |                             |  |
|                         |                     | Wijdan Shakir Pasha                         | Shakir Pasha, Governatore di Cipro        |  |  |       |  |  |                          |  |  |                             |  |
|                         |                     | Wijdan Shakir Pasha                         | …                                         |  |  |       |  |  |                          |  |  |                             |  |
| Hashim bin al-Husayn    |                     | Wijdan Shakir Pasha                         |                                           |  |  |       |  |  |                          |  |  |                             |  |
|                         | Najeeb Elias Halaby | Salim Halaby                                |                                           |  |  |       |  |  |                          |  |  |                             |  |
|                         | Najeeb Elias Halaby | Salim Halaby                                |                                           |  |  |       |  |  |                          |  |  |                             |  |
|                         | Najeeb Elias Halaby | Almas                                       |                                           |  |  |       |  |  |                          |  |  |                             |  |
| Najeeb Halaby           | Najeeb Elias Halaby |                                             |                                           |  |  |       |  |  |                          |  |  |                             |  |
|                         |                     | Laura Wilkins                               | John Thomas Wilkins                       |  |  |       |  |  |                          |  |  |                             |  |
|                         |                     | Laura Wilkins                               | John Thomas Wilkins                       |  |  |       |  |  |                          |  |  |                             |  |
|                         |                     | Laura Wilkins                               | Mamie                                     |  |  |       |  |  |                          |  |  |                             |  |
| Elizabeth Najeeb Halaby |                     | Laura Wilkins                               |                                           |  |  |       |  |  |                          |  |  |                             |  |
|                         |                     | Franklin Elvin Carlquist                    | Karl Johan Carlquist                      |  |  |       |  |  |                          |  |  |                             |  |
|                         |                     | Franklin Elvin Carlquist                    | Karl Johan Carlquist                      |  |  |       |  |  |                          |  |  |                             |  |
|                         |                     | Franklin Elvin Carlquist                    | Kristina Sofia Ljunggren                  |  |  |       |  |  |                          |  |  |                             |  |
| Doris Carlquist         |                     | Franklin Elvin Carlquist                    |                                           |  |  |       |  |  |                          |  |  |                             |  |
|                         |                     | Mae Ethel Ackroyd                           | Eli Ackroyd                               |  |  |       |  |  |                          |  |  |                             |  |
|                         |                     | Mae Ethel Ackroyd                           | Eli Ackroyd                               |  |  |       |  |  |                          |  |  |                             |  |
|                         |                     | Mae Ethel Ackroyd                           | Janet Peddie                              |  |  |       |  |  |                          |  |  |                             |  |
|                         |                     | Mae Ethel Ackroyd                           |                                           |  |  |       |  |  |                          |  |  |                             |  |